# Vincenzo Fioravanti
Pour les articles homonymes, voir Fioravanti.
Œuvres principales
Il ritorno di Pulcinella dagli studi di Padova  (opéra)
Vincenzo Gioacchino Fioravanti est un compositeur italien né le 5 avril 1799 à Rome et mort le 28 mars 1877 à Naples. Son père, Valentino Fioravanti, fut également compositeur.

## Biographie
Vincenzo Fioravanti a tout d’abord entamé des études de médecine conformément au souhait de son père Valentino, qu’il a interrompues pour suivre des leçons de musique auprès de Giuseppe Jannacconi, qui avait déjà dispensé la formation musicale de Valentino.
Avec ses deux premières œuvres, Pulcinella molinaro spaventato dalla fata Serafinetta et La contadina fortunata, représentées respectivement en 1819 et 1820, Vincenzo avait déjà bien assis sa situation financière.
Il a composé principalement des opéras bouffes. Moins connu que son père, et n’ayant produit « que » une quarantaine d’œuvres opéristiques contre la bonne soixantaine de celui-ci, le répertoire de Vincenzo connu néanmoins un bon succès de son vivant. Son plus grand succès fut Il ritorno di Pulcinella dagli studi di Padova créée en 1837. Presque toutes ses œuvres furent présentées au Nuovo Teatro de Naples. Peu après le décès de son père, survenu cette année-là, Vincenzo prend la charge de maître de chapelle (maestro di cappella) à la cathédrale de Lanciano, une bourgade de la Province de Chieti dans les Abruzzes. Il compose alors surtout de la musique sacrée. En 1843 il retourne à Naples et compose principalement des opéras comiques, ce jusque vers 1855. En 1866 il devient directeur honoraire, puis directeur titulaire de l’école de musique l’hospice des pauvres (Pia Opera del Regio Albergo dei poveri). Depuis longtemps Vincenzo souhaitait se concentrer sur l’enseignement musical, et il dispensa des leçons particulières. Parmi ses élèves on compte le compositeur suisse Louis Niedermeyer.

## Œuvres

### Opéras
(L’auteur du livret est indiqué entre parenthèses. La date et le lieu se réfèrent à la première représentation.)
- Pulcinella molinaro spaventato dalla fata Serafinetta, (Filippo Cammarano), opera buffa en 2 actes (Carnaval 1819, Naples, Teatro S. Carlino)
- La contadina fortunata, (Andrea Leone Tottola), opera buffa en 2 actes (23 novembre 1820 Rome, Teatro Valle) (voir aussi Valentino Fioravanti)
- Robinson Crusoè nell'isol deserta, (Andrea Leone Tottola), opera buffa en 3 actes (31 janvier 1828 Naples, Teatro Nuovo)
- Colombo alla scoperta delle Indie, opera buffa en 2 actes (14 février 1829 Venise, Teatro La Fenice)
- La conquista del Messico (?), opera semiseria en 2 actes (1829 Naples, Teatro Nuovo)
- Il fanatico, farsa en 1 acte (1830 Venise, Teatro La Fenice)
- Il folletto innamorato, (Paolo Giaramicca), opera buffa en 2 actes (6 février 1832 Naples, Teatro Partenope)
- La portentosa scimmia del Brasile con Pulcinella ossia La scimmia brasiliana, (Andrea Leone Tottola), opera buffa en 2 actes (27 février 1832 Naples, Teatro Nuovo)
- I due disperati per non poter andare in carcere, (Almerindo Spadetta), opera buffa en 2 actes (12 juin 1832 Naples, Teatro Partenope)
- Il sarcofago scozzese, (Paolo Giaramicca), opera buffa en 2 actes (5 juin 1833 Venise, Teatro La Fenice)
- Il cieco del Dolo, (Pietro Saladino), opera buffa en 2 actes (6 mars 1834 Naples, Teatro del Fondo)
- Il supposto sposo, (Andrea Passaro), opera buffa (6 octobre 1834 Naples, Teatro del Fondo)
- I due caporali, (Pietro Saladino), opera buffa (22 mars 1835 Naples, Teatro del Fondo)
- Il ritorno di Pulcinella dagli studi di Padova ossia Il pazzo per amore, (Andrea Passaro); opera buffa en 2 actes (28 décembre 1837 Naples, Teatro Nuovo)
- Un matrimonio in prigione, (Andrea Passaro), opera buffa en 1 acte (15 avril 1838 Naples, Teatro Nuovo)
- La larva ovvero Gli spaventati di Pulcinella, (Andrea de Leone/Raffaele D'Ambra), opera buffa en 3 actes (19 janvier 1839 Naples, Teatro Nuovo)
- I vecchi burlati, (Giuseppe Palomba); opera buffa en 2 actes (Carnaval 1839 Chieti, Teatro Fenaroli)
- Mille talleri, farsa en 1 acte (1839 Rome, Teatro Alibert)
- La dama ed il zoccolajo ossia La trasmigrazione di Pulcinella, (Andrea Passaro), opera buffa en 2 actes (1er février 1840 Naples, Teatro Nuovo)
- La dama con la maschera di morte, (Paolo Giaramicca), opera buffa(?) en 2 actes (8 janvier 1843 Venise, Teatro La Fenice)
- Una burla comica ossia Non tutti pazzi all'ospedale, (Paolo Giaramicca), opera buffa en 2 actes (16 février 1843 Venise, Teatro La Fenice)
- La lotteria di Vienna, (Pasquale Altavilla), opera buffa en 2 actes (25 mars 1843 Naples, Teatro Nuovo)
- Il notajo d'Ubeda ossia Le gelosie di Pulcinella, (Carlo Zenobi Caffarecci), opéra comique en 2 actes (26 juillet 1843 Naples, Teatro Nuovo)
- Gli zingari ossia Gli amori di Pulcinella, (Marco D'Arienzo), opera buffa en 3 actes (30 janvier 1844 Naples, Teatro Nuovo)
- Chi cenerà, (Andrea de Leone/Marco D'Arienzo), opera buffa en 1 acte (Carnaval 1845 Rome, Teatro Argentina)
- Una rassegna al campo, (Nicola Tauro), opera buffa (30 janvier 1845 Venise, Teatro La Fenice)
- Il parrucchiere e la crestaja, (Andrea de Leone/Giovanni Di Giurdignano), opera buffa en 2 actes (14 mai 1846 Naples, Teatro Nuovo)
- X.Y.Z. ossia il riconoscimento, (Carlo Zenobi Caffarecci), opera buffa en 2 actes (novembre 1846 Turin, Teatro Carignano)
- Pulcinella e la fortuna, (Almerindo Spadetta), azione allegorica 5 Actes (24 janvier 1847 Naples, Teatro Nuovo)
- Menella la cianciosa, (Paolo Giaramicca), opera buffa (2 avril 1847 Venise, Teatro La Fenice)
- Amore e disinganno, (Giovanni Di Giurdignano), opera buffa en 2 actes (26 décembre 1847 Naples, Teatro Nuovo)
- Il ventaglio, opera buffa en 2 actes (février 1848 Bologne, Teatro Comunale)
- Il pirata, (Almerindo Spadetta); opera buffa 5 Actes (Carnaval 1849 Naples, Teatro Nuovo)
- È lui o non è lui ossia Quattro la chiedono il quinto la sposa, opera buffa (14 février 1849 Rome, Teatro Valle)
- Il Pulcinella e la sua famiglia, (Giovanni Di Giurdignano), opera buffa en 2 actes (été 1850 Naples, Teatro Nuovo)
- Raoul di Créqui (Giulio Artusi), opera buffa (20 avril 1851 Naples, Teatro del Fondo)
- Annella di Porta Capuana, (Leone Emanuele Bardare), opera buffa en 3 actes (23 juin 1854 Naples)
- Jacopo lo scortichino, (Tommaso Zampa), melodramma en 3 actes (septembre 1855 Venise, Teatro La Fenice)
- Il signor Pipino, (Almerindo Spadetta), opera buffa (juin 1856 Naples, Teatro Nuovo)

### Autres genres
- Psaumes
- Seila (oratorio)
- Les quatre Passions
- Missae Breves
- Le tre ore di Maria desolata
- Oh giorno di letizia
- Danses
- Quadriglie